# Евангелие Истины
«Евангелие Истины» — новозаветный апокриф, гностический текст, найденный в библиотеке Наг-Хаммади. Сохранился в коптском переводе, хотя языком оригинала был, по-видимому, греческий.
Текст апокрифа был написан во II веке, он был известен ещё Иринею Лионскому, который умер в 202 году.
По содержанию текст напоминает скорее проповедь в стиле философии Валентина, чем жизнеописание Иисуса Христа. Само имя Иисуса употребляется в «Евангелии Истины» всего несколько раз. В основном там говорится о Слове. Иисусу-Слову противопоставлено Заблуждение — столь же абстрактное понятие, как и Слово. В «Евангелии Истины» нет ни слова о Втором пришествии, о Страшном суде или о вознаграждении праведников в потустороннем мире.